# Chris Van Allsburg

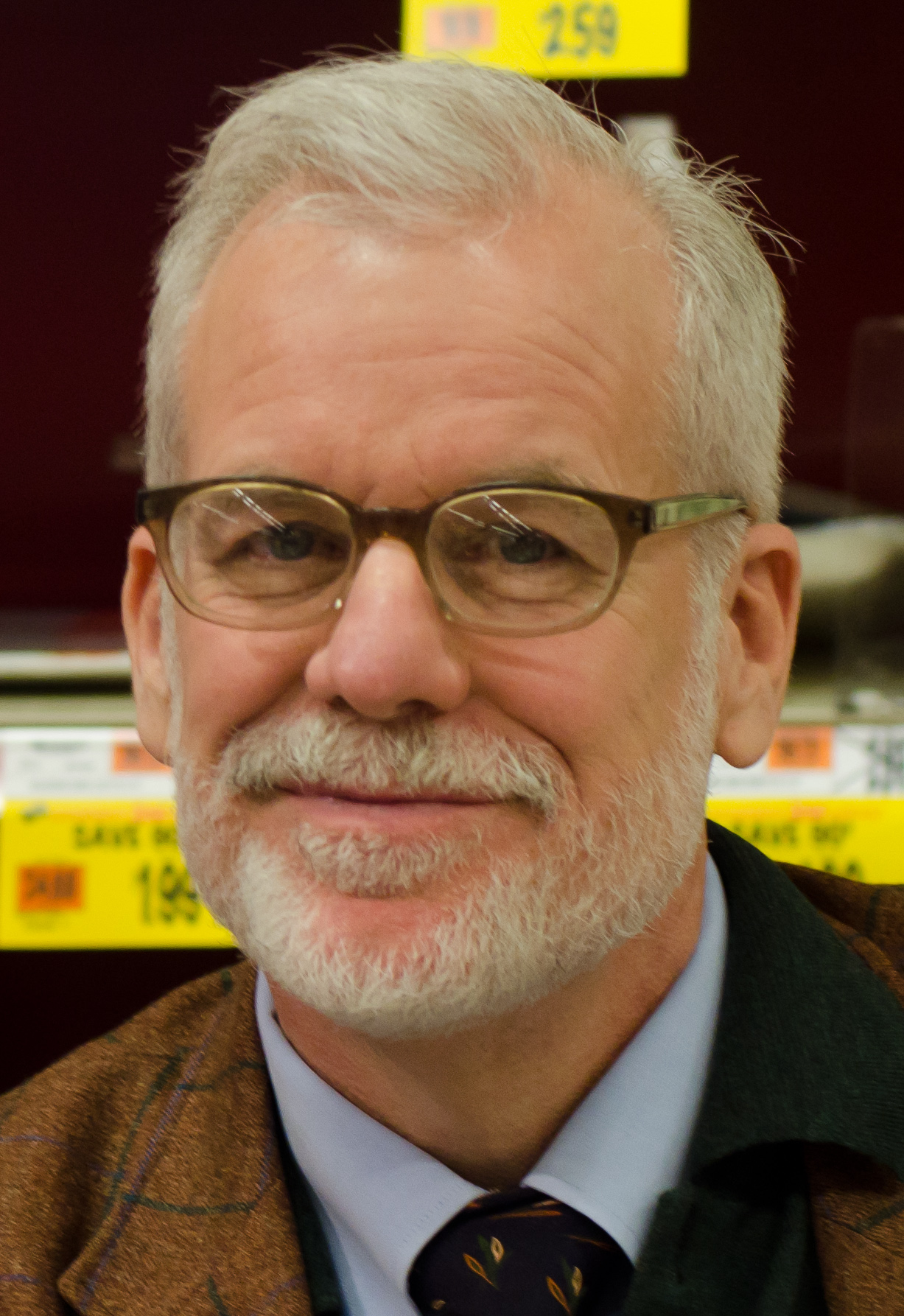
Chris Van Allsburg (2011)

Chris Van Allsburg (* 18. Juni 1949 in Grand Rapids, Michigan) ist ein US-amerikanischer Zeichner und Schriftsteller von Kinderbüchern. Er gewann die Caldecott Medaille für seine Bücher Jumanji (1982) und Der Polarexpress (1985); neben dem Text stammen auch die Bebilderungen von ihm. Beide wurden später erfolgreich in Kinofilme umgesetzt. 

## Leben
Er besuchte die Kunstschule der Universität von Michigan und bekam seinen Abschluss (Master of Fine Arts) von der Rhode Island Schule für Design.
Eigentlich war Van Allsburg Bildhauer und begann erst später Zeichnungen anzufertigen, die auch darum sehr plastisch sind. Er sah sie zunächst als Nebensache an. Für sein graphischen Arbeiten benutzt er teils starke Kontraste ähnlich Ludwig Hohlwein. Seine Frau, die Lehrerin ist, ermutigte ihn seine Zeichnungen und Bilder für Kinderbücher einzusetzen, da sie dafür sehr geeignet erschienen. Ein Freund, der Autor und Zeichner David Macaulay, stimmte mit ihr darin überein. Macaulay ermunterte Van Allsburgs Ehefrau, die Bilder einem Verleger vorzulegen. Der Verleger antwortete positiv, schien aber anzunehmen Van Allsburg sollte Bilder für Geschichten anderer Autoren machen, jedoch ermutigte Van Allsburgs Ehefrau ihren Mann sich eigene Geschichten auszudenken.
Für seine extrem detailreich und penibel gezeichneten Bücher nimmt sich Chris Van Allsburg jeweils mehrere Monate Zeit. Trotz der fein gezeichneten Details leben alle Bilder Van Allsburgs von einheitlichen und sehr eindringlichen Stimmungen. Seine Bücher sind je entsprechend dem Charakter der Geschichte schwarzweiß (z. B. Jumanji) oder bunt (z. B. Der Polarexpress.)
Chris Van Allsburg lebt mit seiner Familie in Providence, Rhode Island.

## Werke
Seine Bücher beschreiben fantastische und unkontrollierbare Geschehnisse und benutzen manchmal eine heftige Ironie. Van Allsburg bricht aus der bequemen Welt der Kinderliteratur aus, um die dunklere Seite des Menschen zu entdecken. Zum Beispiel handelt das Buch Die süßeste Feige von einem selbstsüchtigen Mann, dem es plötzlich möglich ist, seine wildesten Träume auszuleben. Seine Habsucht ist schließlich sein Sturz. Das ist nun keine ungewöhnliche Moral für den Inhalt eines Kinderbuches, aber Van Allsburgs kühle Zeichnung des Mannes bringt einen erschreckenden Unterton in die Erzählung. Die Geschichte Der erbärmliche Stein, worin eine Schiffsmannschaft von dem Stein hypnotisiert und verdorben wird, ist eine allegorische Erzählung über den schlechten Einfluss des Fernsehens.
Andere schriftstellerische Themen umfassen Träume, die Umgebung und Gegenstände mit Eigenleben (wie das Spielbrett in Jumanji und Zathura.)
In jedem Buch kommt der Hund Fritz vor, ein Bullterrier, der dem Hund von Chris Van Allsburgs Schwager nachempfunden ist. Er kommt in jedem Buch vor sowie auf seiner Internetseite, manchmal als wirklicher Hund, manchmal als Spielzeug oder als anderer Gegenstand als Erinnerung an den echten Fritz.
In einem Interview erwähnt Van Allsburg zu seiner Themenwahl sein Interesse an „Eigengedanken“ der Buchfiguren, zum Beispiel, wie sich eine von seiner Tochter schrillbunt ausgemalte Malbuchfigur fühlt. Sein Lieblingsbuch (Harold and the Purple Crayon) in der Kindheit hatte ein ähnliches Thema: Ein kleiner Junge, der sich mit einem lila Stift eine Welt malt, um sich am Ende ein Zimmer und ein Bett zu malen, sich hinzulegen und zu schlafen. Ebenso wählt er sich als Themen unerwartete Zusammenhänge und zweideutige Ausgänge von Situationen (z. B. Der Garten von Abdul Gasazi).
Die Geheimnisse von Harry Burdick, eine Sammlung von Bildern auf der einen Seite und Sprüchen auf der anderen (sie stellen „wiederentdeckte Seiten“ von längeren Büchern dar) führt die Themen mit dunkleren Untertönen fort und gab die Idee ab für eine Kurzgeschichte des Schriftstellers Stephen King in der Sammlung Alpträume und Traumlandschaften.
Van Allsburgs Kunst findet sich auch in einer der vielen Ausgaben von C. S. Lewis’ Reihe Chroniken von Narnia, und er illustrierte eine Reihe von Kinderbüchern von Mark Helprin.

## Auszeichnungen
- 1982: Caldecott Medal in Gold für Jumanji
- 1985: World Fantasy Award für The Mysteries of Harris Burdick in der Kategorie Special - Pro
- 1986: Caldecott Medal in Gold für The Polar Express

## Bücher
- Der König von Narnia (Zeichner) (1978)
- Prinz Kaspian von Narnia (Zeichner) (1979)
- The Garden of Abdul Gasazi (1979)
- Die Reise auf der Morgenröte (Zeichner) (1980)
- Der silberne Sessel (Zeichner) (1981)
- Jumanji (1981)
- Ben's Dream (1982)
- Der Ritt nach Narnia (Zeichner) (1982)
- The Wreck of the Zephyr (1983)
- Das Wunder von Narnia (Zeichner) (1983)
- The Mysteries of Harris Burdick (1984)
- Der letzte Kampf (Zeichner) (1984)
- The Enchanted World: Ghosts (Zeichner) (1984)
- The Polar Express (deutsch Der Polarexpress im Carlsen Verlag) (1985)
- The Mother Goose Collection (Zeichner) (1985)
- Playboy, September 1985 (Zeichner) (1985)
- The Enchanted World: Dwarfs (Zeichner) (1985)
- The Stranger (1986)
- The Z Was Zapped (deutsch: Das Z zerplatzt, carlsen) (1987)
- Two Bad Ants (1988)
- James und der Riesenpfirsich (Zeichner) (1988)
- Swan Lake (Zeichner) (1989)
- Just a Dream (1990)
- The Wretched Stone (1991)
- The Widow's Broom (1992)
- The Sweetest Fig (1993)
- From Sea to Shining Sea: A Treasury of American Folklore and Folk Songs (Zeichner) (1993)
- The Mysteries of Harris Burdick (1994)
- Bad Day at Riverbend (1995)
- A City in Winter (Zeichner) (1996)
- The Veil of Snows (Zeichner) (1997)
- The Emperor's New Clothes: An All-Star Illustrated Retelling of the Classic Fairy Tale (Zeichner) (1998)
- Oz: The Hundredth Anniversary Celebration (Zeichner) (2000)
- Zathura (deutsch, carlsen) (2002)
- Probuditi! (2006)
- A Kingdom Far and Clear: The Complete Swan Lake Trilogy (Zeichner) (2010)
- Queen of the Falls (2011)
- The Chronicles of Harris Burdick: Fourteen Amazing Authors Tell the Tales (2011)
- The Misadventures of Sweetie Pie (2014)